# Chrom(IV)-iodid
Chrom(IV)-iodid ist eine anorganische Verbindung des Chroms und des Iods.

## Bildung
Bei der thermischen Zersetzung von Chrom(III)-iodid bei hohen Temperaturen kann sich im Gleichgewicht gasförmiges Chrom(IV)-iodid bilden, wenn diese in einer Atmosphäre aus Argon und Iod mit einem hohen Partialdruck an Iod durchgeführt wird.